# Urbanismo de Beas de Segura

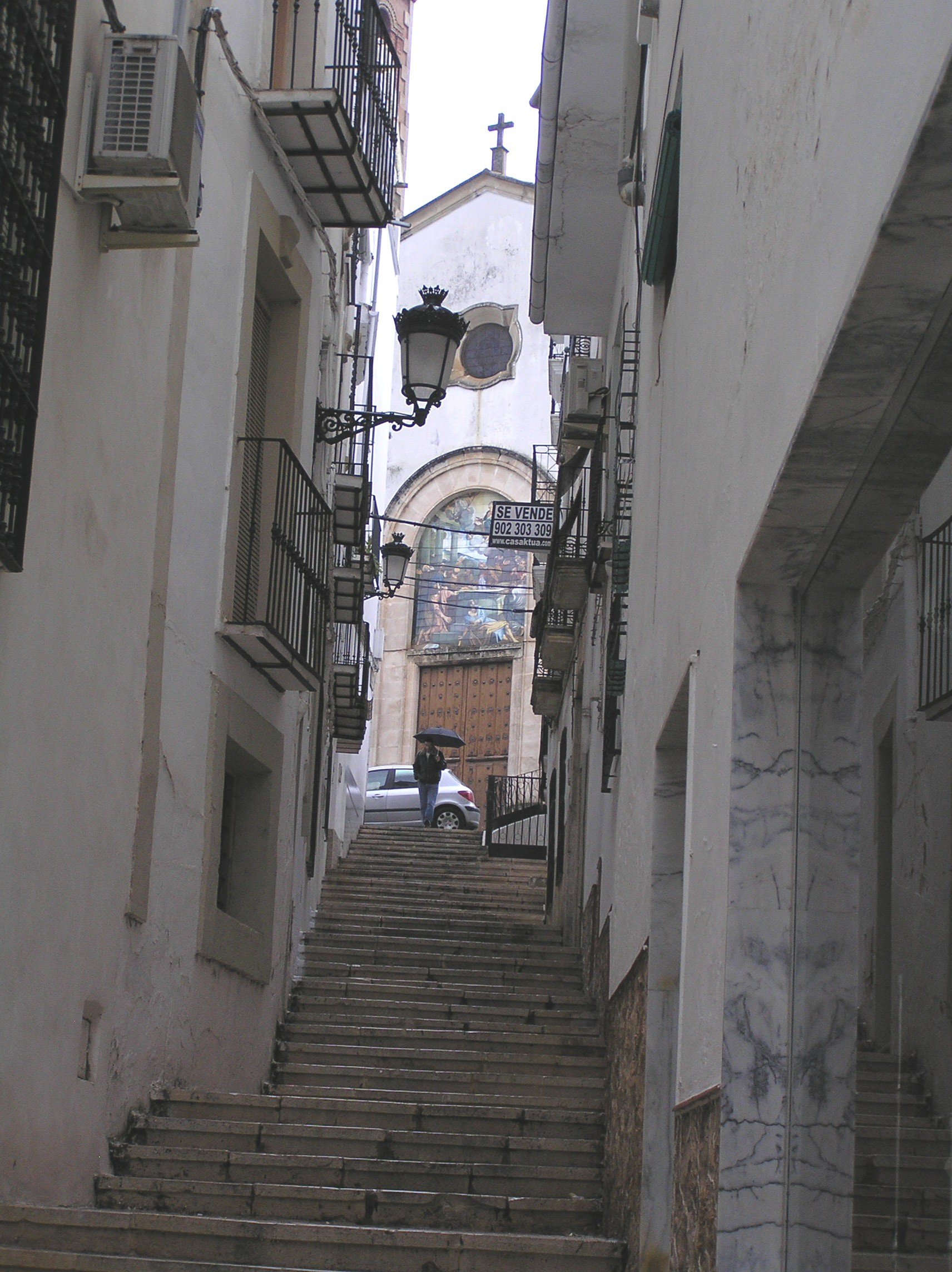
Calle San Juan de la Cruz, antes llamada Callejón del Hospicio.

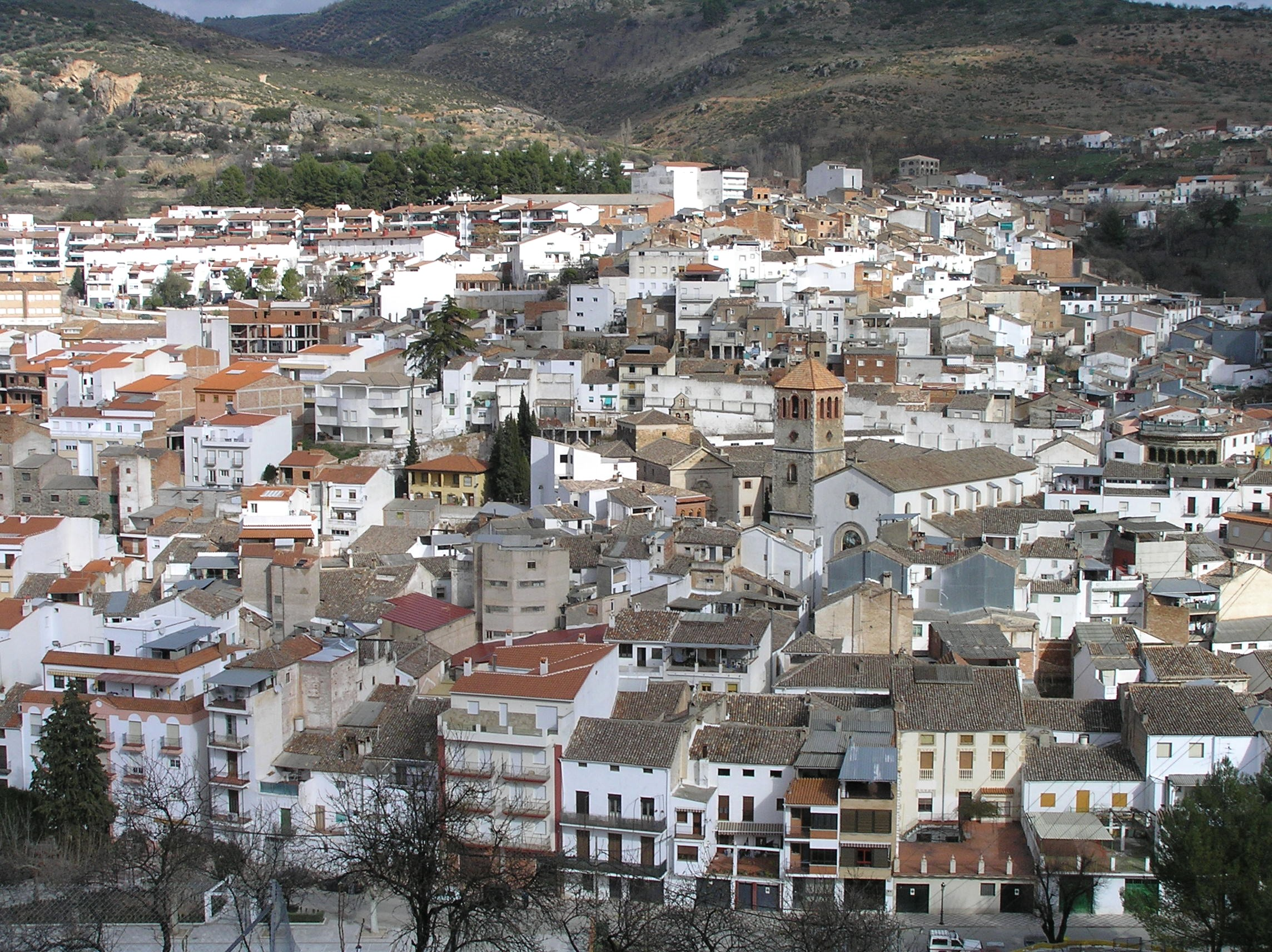
Vista parcial de Beas de Segura.

El desarrollo urbanístico de Beas de Segura surgió en la zona alta de la Villa, en los alrededores de la desaparecida fortaleza. El laberinto de calles estrechas, callejones y cantones, con confluencia a la Plazuela, delatan un urbanismo árabe.
La situación orográfica del pueblo al estar en un valle, impide la expansión del mismo y sus calles principales, fuera del casco antiguo, siguen paralelas al río de Beas, y poco a poco el pueblo se va alargando desde lo que se llama Ensanche Saliente hasta Ensanche Poniente, concentrándose mayormente en una parte del río. Antiguamente las dos calles más confluidas eran la de las Tiendas y la de la Feria, que salen al Paseo para unirse con la de entrada al pueblo, que es la del Angosto, luego surgen un laberinto de calles, siempre adyacentes a las principales.

## Histórico
En el siglo XIX, el antiguo cementerio que se ubicaba en los patios de la escuela hogar, es trasladado al convento franciscano, una vez que los frailes lo dejan en el año 1820, pero con la expansión del pueblo por esa zona, a comienzos del siglo XX, de nuevo es trasladado a su ubicación actual. Con la fábricas y cooperativas de aceite, ocurre lo mismo, las primeras desaparecen y las segundas son instaladas fuera del casco urbano, dando cabida a la construcción de nuevas viviendas y nuevas urbanizaciones como la Pablo Iglesias y la de Sierra de Segura.
Con la riada del año 1955, y tras ser el pueblo propenso a las mismas, se hacen los canales, se empieza a construir la red de alcantarillado y una depuradora, se cambia el cauce del río, que antes pasaba apegado a las casas, dando lugar el espacio de huertos inmediatos al río, para la crear un parque, Urbanizándose la otra parte, ya que solo existían Las Casas Nuevas.
En el año 1975, siendo por entonces Alcalde de Beas de Segura, D. Manuel Ardoy Medina, propuso al pueblo a la candidatura de embellecimiento de pueblos. Primero pasó la fase provincial, llevándose el primer premio provincial en mayo del año 1975, y con ese galardón paso al nivel nacional, obteniendo Beas de Segura el primer premio Nacional de Turismo de Embellecimiento de Pueblos españoles, en octubre de dicho año.
Algunas casas típicamente regionalistas del siglo XIX, en las que alternan elementos neoárabes con lexicografías clasicistas y renacentistas.

## Arquitectura religiosa
La arquitectura religiosa en Beas de Segura (Jaén), está constituida por cuatro templos, sin contar el Calvario, que hoy en día pertenece al término de Villanueva del Arzobispo (Jaén. Antiguamente existían diversas ermitas, que en la actualidad han desaparecido, solo quedando el nombre en la zona donde estaban ubicadas, además hay repartidas por las calles del pueblo un gran número de representaciones y manifestaciones religiosas.

### Convento de las Carmelitas
Declarado Bien de Interés Cultural. El convento, fundado en 1575 por Santa Teresa de Jesús, fue el primero que la religiosa fundó en la actual Andalucía. A la entrada existen dos estatuas conmemorativas en honor a Santa Teresa de Jesús y San Juan de la Cruz. Una vez fundado la madre Teresa pudo abandonar Beas el 18 de mayo, dejando como priora a Ana de Jesús. De aquella fundación de Santa Teresa, la primera en territorio santiaguista, quedan pocos restos. Su estilizada puerta es barroca del siglo XVII, y en su interior presenta una única nave cubierta con bóveda de medio cañón y los brazos de crucero con media naranja. Entre 1836 y 1899 estuvo abandonado y como consecuencia de la guerra sufrió graves desperfectos, siendo restaurado en 1947.
Iglesia del Convento
Ésta se construyó después que el convento, concretamente a finales del siglo XVII, fue gracias al esfuerzo de la Priora, María de San José, qué tras muchos sacrificios y la generosidad del pueblo y algunos particulares, se pudo dotar al convento de una iglesia.
Su estilizada portada es barroca, del siglo XVII, se abre con arco de medio punto sobre impostas enmarcado por columnas y pilastras dóricas, adornada con ínsula en la clave y rosetas en las enjutas; sobre friso con triglifos se insinúa un frontón partido que abre a un segundo piso aún más estrecho, una hornacina con pequeño arco de medio punto que, flaqueada por pilastras y escudos, acoge a San José con el Niño; sobre ella se exhibe el Escudo de la Orden, la cierra un gran frontón con ósculo en el tímpano y la rematan pináculos en los vértices. En su interior su única nave se cubre con bóveda de cañón con lunetos y, los brazos del crucero, con media naranja.
La Comunidad de Madrid se desprendió generosamente de la tercera parte de sus bienes y de sus monjas, y, el 13 de enero de 1899, las obras acabaron en 1909 y fueron dirigidas por el notable amateur en arquitectura, D. Leandro Bago, el entonces párroco de Beas de Segura. Su primera priora, venida de Madrid, la anciana Madre Justa de la Virgen del Pilar, que murió el 19 de junio de 1901. Pero cuando vino a Beas venía acompañada de siete religiosas entre ellas la M. Dolores del Santísimo Sacramento, que se llamaba Dolores Madoz y Rojas, hija del ministro de Isabel II, Pascual Madoz.
En 1957, se restauró el interior de la iglesia del convento gracias a la generosidad del XII Marqués de Valdeguerrero, don Diego Martínez del Peral y Sandoval, descendiente directo de la familia Sandoval.

### Iglesia Parroquial
En el año 1946, empezó a descombrarse el solar de la iglesia, para poner la primera piedra al año siguiente, concluyendo las obras en el año 1954, siendo bendecida la nueva Iglesia parroquial el día 1 de noviembre de 1955, por el obispo de Jaén, Félix Romero Menjíbar, acto que coincidía con el 145 aniversario de su destrucción por los franceses en noviembre. Toda esta proeza, fue llevada a cabo por el entonces párroco, D. Lorenzo Estero López. Posteriormente se han ido remodelando en el interior, hasta llegar a nuestros días.

### Ermita de la Villa

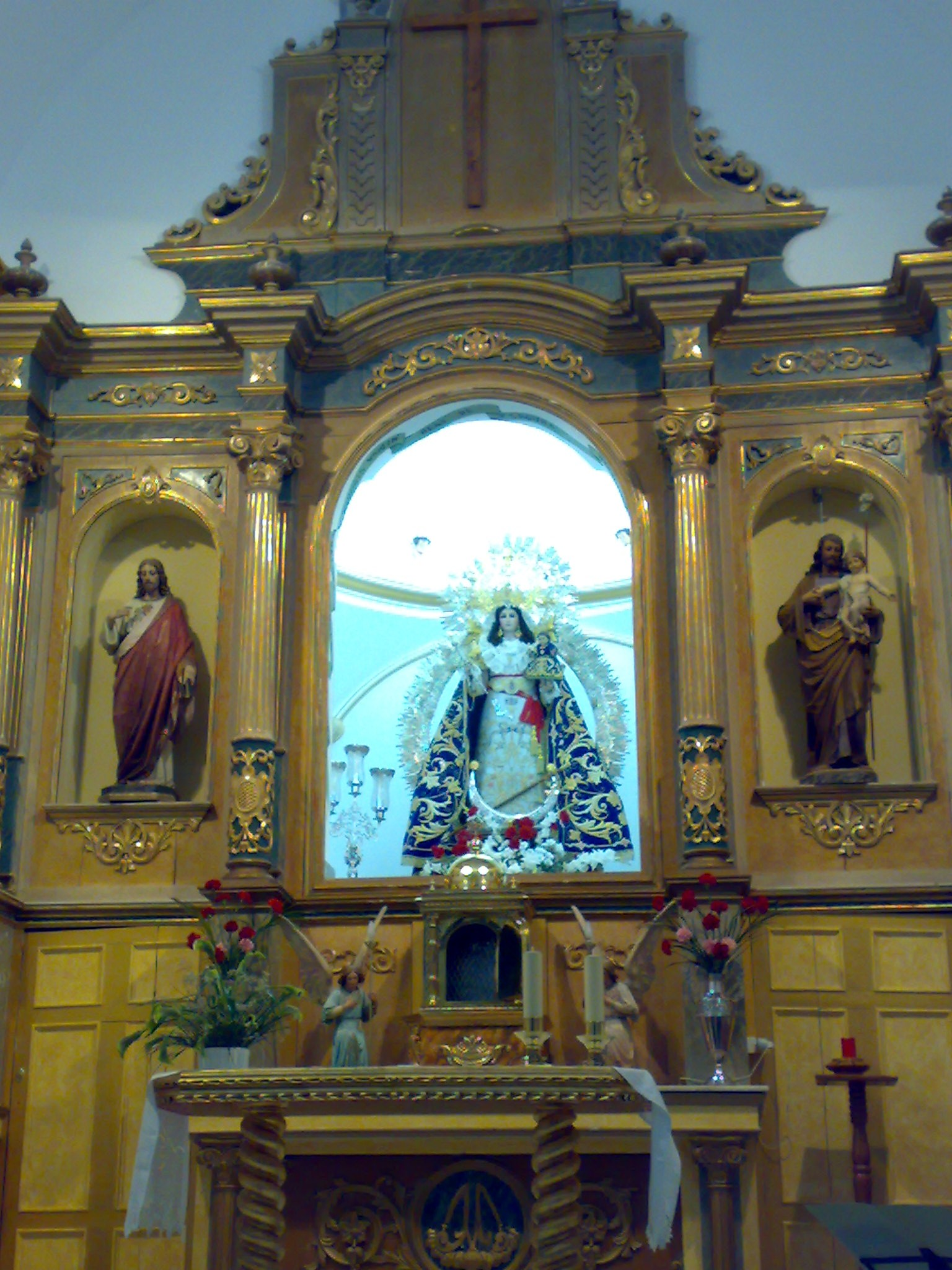
Altar en la ermita de la Villa.

Ubicada donde se encontraba la antigua fortaleza, fue rehabilitada en septiembre del año 1873, con limosnas y donativos del pueblo, y se bendijo el 16 de septiembre de ese mismo año, con el título de Nuestra Señora de la Paz. El día 11 de febrero de 1917, se formaliza una escritura por parte del Ayuntamiento, por compra del solar que había delante de la ermita, edificando un colegio al lado de la casa del santero, sirviendo está para vivienda de la Comunidad de Madres Calasancias de la Divina Pastora, las cuales se hacían cargo del colegio. En el año 1962, dado el estado ruinoso del colegio, las monjas tuvieron que abandonar las instalaciones, y en 1971, se trasladó a la Virgen de la Paz a la iglesia parroquial debido al estado de ruina que presentaba el edificio.
Ya en 1987, se comenzaron las obras, por parte del Ayuntamiento y en años posteriores se han ido acondicionando la ermita y la parte del colegio y vivienda de las monjas también se ha rehabilitado, sirviendo para la exposición de un museo, incluido dentro del V elemento, que es parte del Patrimonio Cultural de la Sierra de Segura.

### Ermita del Calvario
Se encuentra a 16 km de Beas de Segura, cerca de unas cuevas y una bonita cascada. La Ermita, adosada a una cortijada, sufrió un incendio hace unos años y está cerrada al público. San Juan de la Cruz fue Prior del Calvario en su estancia en Beas de Segura. Durante el recorrido desde la ermita a Beas, nos encontraremos con La Cruz de los Trabajos, donde San Juan de la Cruz hacía su última parada para descansar antes de ir al Convento de las Carmelitas para visitar y confesar a las monjas. 

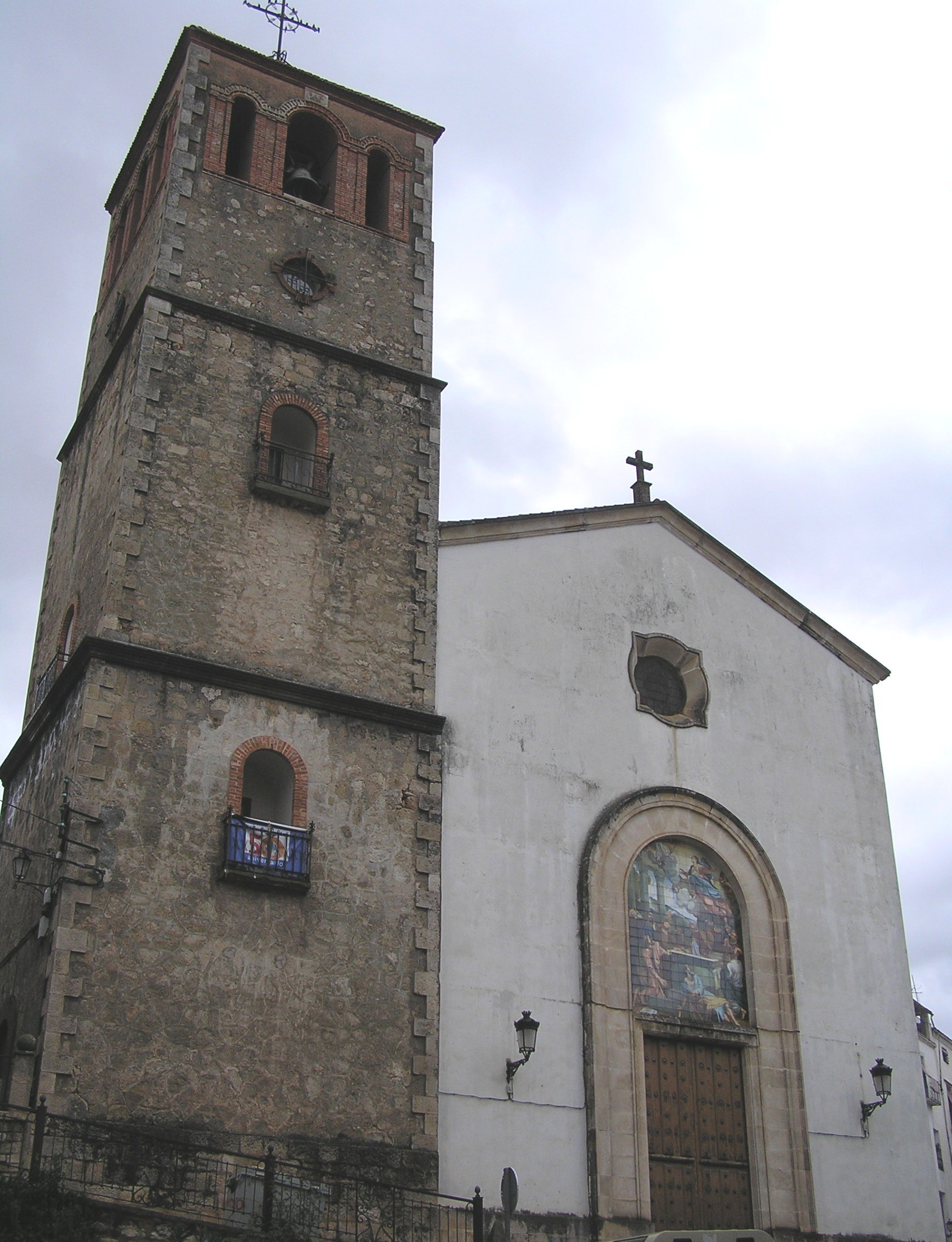
Parroquia Ntra. Señora de la Asunción.
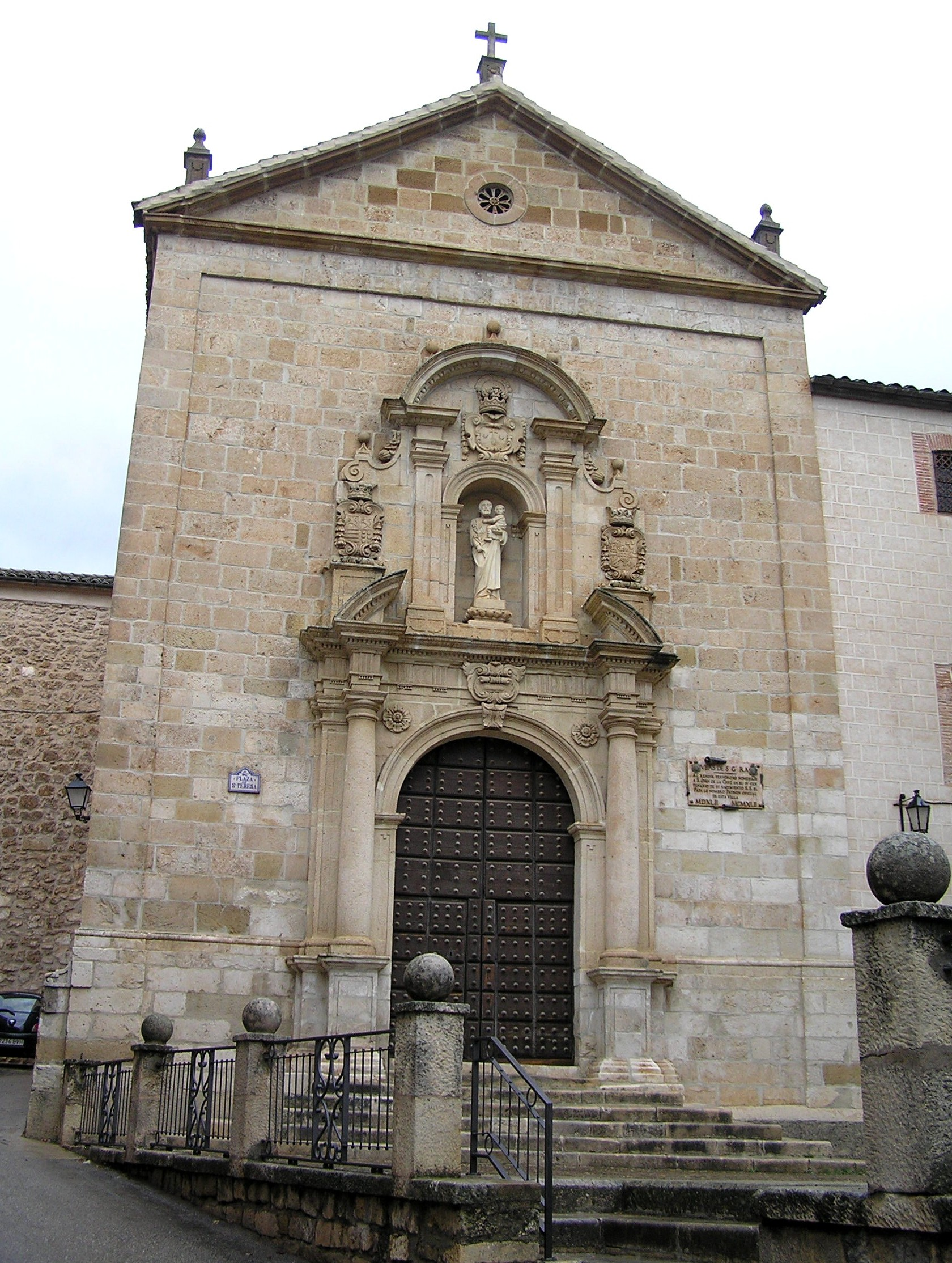
Iglesia del Convento de las M. M. Carmelitas.
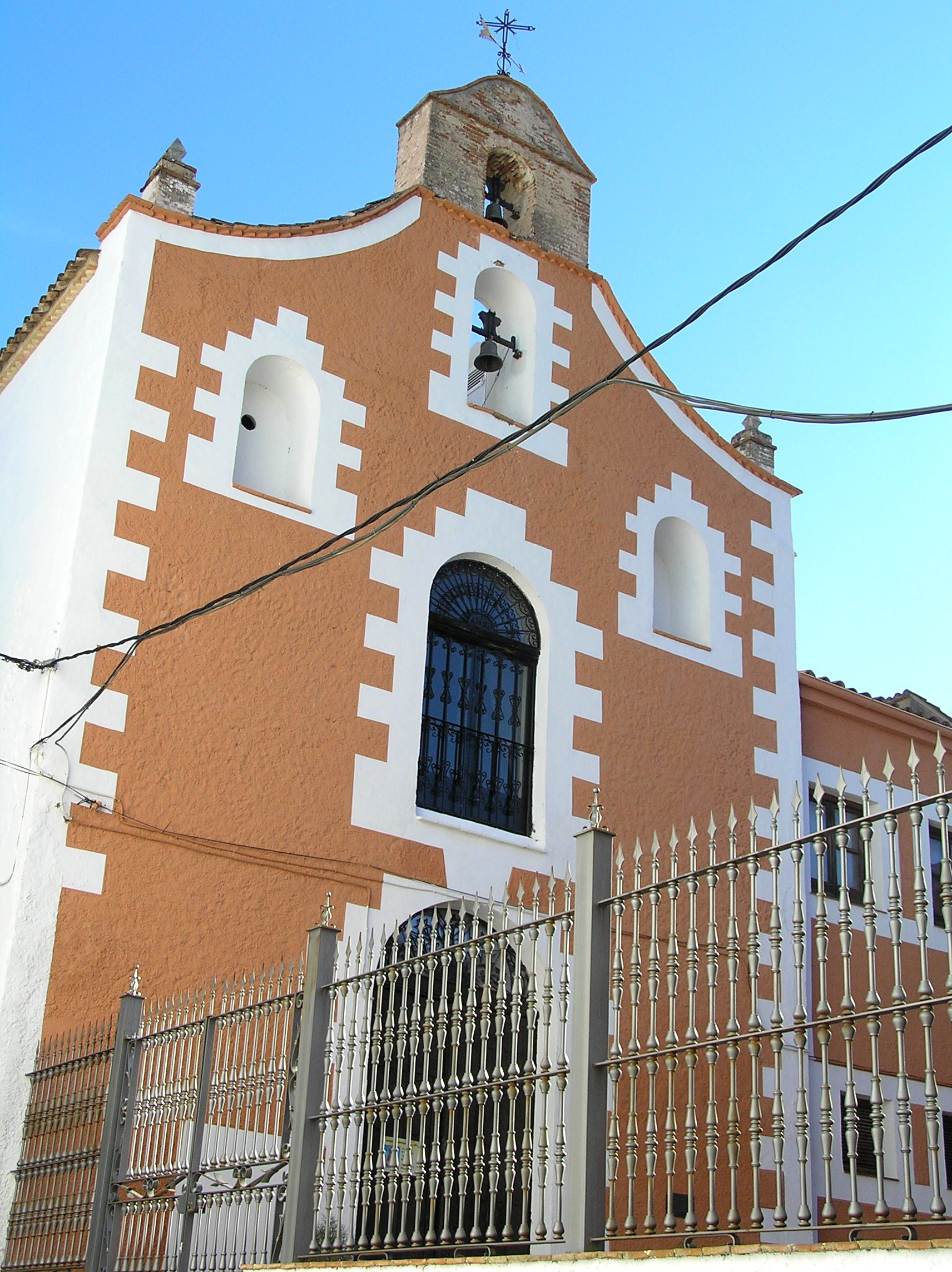
Ermita de la Virgen de la Paz en la Villa.
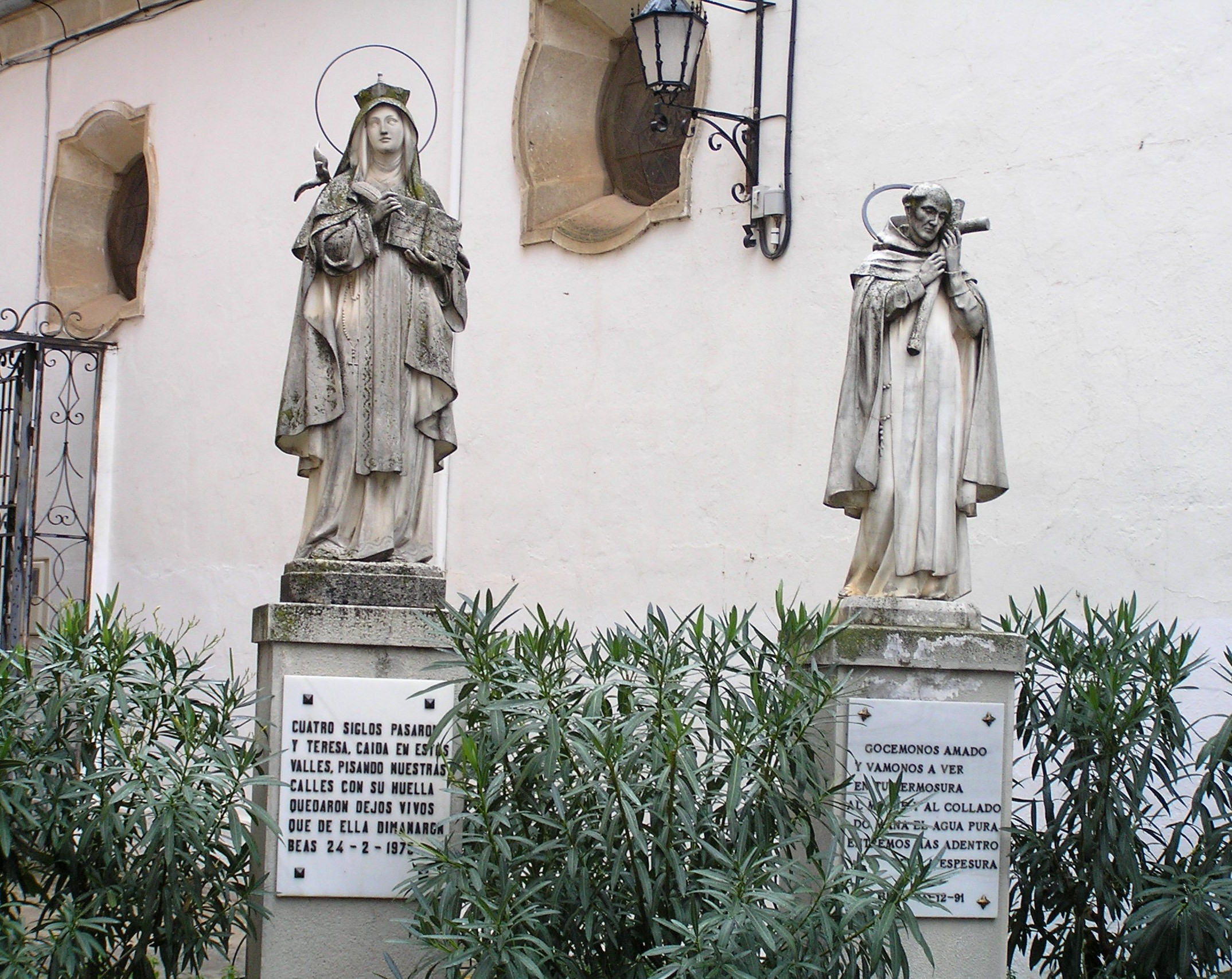
Estatuas de Santa Teresa de Jesús y San Juan de la Cruz, en la plazoleta del Convento.